# 生悦住求馬
生悦住 求馬（いけずみ もとめ、1900年（明治33年）4月26日 - 1993年（平成5年）12月13日 ）は、日本の官僚、政治家。

## 略歴
1900年4月26日、三重県久居市に生まれる。1919年、三重一中から第八高等学校文科甲類入学。同級に憲法学者穂積八束の息子の穂積秀二郎がいた。1921年、東京帝国大学英法科入学。穂積八束宅に二年間下宿する。
1924年、高等文官試験に通る。大学の成績は英法科首席。卒業後、第一希望の内務省入省。辞令は「内務省属、六級俸月七十五円を給す」。警保局属。直属の上官は新聞検閲主任事務官であった唐沢俊樹。初めて検閲した本は荒畑寒村『赤露行』。九月十七日発売頒布禁止処分。
1925年、高等官任官。栃木県社会課長兼会計課長となる。1926年、岡山県社会課長兼官房主事となる。1927年5月8日森浪子と結婚。1927年、長崎県学務課長兼官房主事となる。1928年、内務省警保局図書課調査係主任事務官となる。1934年、中国大陸視察旅行。1935年、『出版警察法概論』を松華堂書店より上梓。欧米視察旅行。
1936年、二・二六事件勃発。警保局の幹部の大半は第二次大本教弾圧のために京都におり、臨時に検閲主任を経験。1936年、茨城県警察部長となる。1937年、静岡県警察部長となる。1938年、内務省土木局港湾課課長となる。同年冬、または翌年、内務省警保局図書課課長となる。1939年、秋、内務省地方局監査課課長となる。同年冬、または翌年、第二回中国大陸視察旅行。
1940年、厚生省大臣官房会計課長となる。1941年、佐賀県知事（官選）となる。1942年、文部省社会教育局局長となる。同科学局初代局長となる。1943年、東京都教育局長となり、学童疎開を提唱・実現する。1944年、宮城県知事（官選）となる。1945年、千葉県知事（官選）となる。敗戦後、辞任。公職追放となる。
わかもと製薬顧問となる。1953年、厚生省の外郭団体社会福祉法人日本肢体不自由児協会専務理事となる。翌年3月、会長となる。1954年1月、私立学校教職員共済組合常務理事となる。1955年、特殊法人日本学校給食会初代理事長となる。1963年、財団法人学徒援護会理事長となる。
1965年、同会所有の東京学生会館移転に対する反対運動を警視庁機動隊と連携して押さえ込み、移転に成功する。これにより全国の学生会館の連合組織である会館連は拠点を失った。1970年、再び学生会館問題で揉め、パトカー、私服刑事30名を動員する。この件で5月25日に第48回国会文教委員会に参考人招致される。理事を辞し評議員となる。11月3日勲二等旭日重光章受章。
1987年5月、自伝『思ひ出乃記』を上梓（奥付には発行年月日、発行所等の記載は無い）。1993年12月13日、没。享年93